# Lethocolea glossophylla
Lethocolea glossophylla là một loài rêu tản trong họ Acrobolbaceae. Loài này được (Spruce) Grolle miêu tả khoa học lần đầu tiên năm 1965.